# Hiat
În fonetică și fonologie,  hiatul (mai rar denumit și hiatus) este întâlnirea a două vocale care fac parte din silabe adiacente, fără intervenția vreunei consoane, fie în cadrul unui cuvânt, fie între două cuvinte învecinate. Un exemplu de hiat se găsește chiar în cuvântul hiat, care se pronunță /hi'at/. Hiatul este astfel o discontinuitate în articularea sunetelor, locul unde aparatul fonator trebuie să comute rapid de la o conformație la alta, fără sprijinul unei consoane, ceea ce face ca efortul articulator să fie relativ mare. De aceea multe limbi evită hiaturile sau au un număr mic de hiaturi.
Dacă două sunete vocalice apar în succesiune în aceeași silabă, ele formează un diftong (între ele nu este hiat), iar unul dintre cele două sunete vocalice este de fapt o semivocală.
În transcrierile fonetice, hiatul se marchează prin precizarea locului unde se termină o silabă și începe cealaltă, de exemplu aer se transcrie fonetic /'a.er/, unde punctul semnalizează locul de despărțire în silabe. Simbolul pentru poziția accentului se plasează înaintea silabei accentuate din cuvânt și înlocuiește punctul de despărțire în silabe, ca în transcrierea cuvântului pian: /pi'an/.
În unele limbi hiatul se desemnează grafic prin semnul diacritic numit tremă, constând din două puncte amplasate orizontal peste una din vocalele hiatului. Exemplu: Citroën. Trema nu trebuie confundată cu umlautul, care se marchează grafic la fel, dar care are alt efect fonetic decât hiatul.

## Preferință
Unele limbi nu au diftongi, cu excepția celor care se vorbesc rapid, sau au un număr limitat de diftongi, dar, de asemenea, numeroase secvențe vocale care nu pot forma diftongi apar, astfel, în hiat. Acesta este cazul limbii japoneze, al limbilor bantu cum ar fi swahili și zulu sau al limbilor polineziene, cum ar fi hawaiiana sau māori. Exemple posibile sunt: în japoneză cuvântul aoi reprezintă adjectivele „albastru” sau „verde”, în swahili cuvântul eua înseamnă verbul „a purifica” și cuvântul aea din hawaiiană înseamnă verbul „a se ridica”; toate aceste cuvinte au trei silabe în limbile respective.

## Evitare
Multe limbi interzic sau restricționează hiatul, evitându-l fie prin eliminarea sau asimilarea uneia dintre cele două vocale, fie prin intercalarea unei consoane sau semivocale între cele două vocale.

### Epiteză
Pentru a împiedica contactul dintre vocale, se poate adăuga un stop glotal sau o semivocală între vocale. Fenomenul se numește epiteză sau paragogă dacă se produce la sfârșitul unui cuvânt sau epenteză dacă e în interiorul cuvântului.

#### Engleză
Unele dialecte non-rotice ale limbii engleze introduc un r pentru a evita hiatul, deși ghidurile ortoepice prescriptive nu recomandă acest lucru.

### Contracție
În poezia greacă și în cea latină, hiatul era în general evitat, deși unii autori îl păstrau în anumite condiții, cu diferite grade de licență poetică. Hiatul poate fi evitat și prin eliziunea vocalei finale.

### Sandhi
În sanscrită, cele mai multe hiaturi sunt evitate prin procesul sandhi.

## Marcare

### Divizare
În limbile engleză, neerlandeză și franceză, a doua vocală în hiat este opțional sau obligatoriu marcată cu o tremă: coöperate în engleză, poëzie în neerlandeză, Noël în franceză. În ultimul secol în țările vorbitoare de limbă engleză, utilizarea tremei în astfel de cuvinte a fost abandonată sau înlocuită prin utilizarea cratimei, cu excepția unui număr mic de publicații, în special The New Yorker. Cu toate acestea, trema se folosește în continuare în împrumuturi cum ar fi naïv sau chiar în nume: Noël Zoë și Chloë.

### Alte modalități
În galică sau scoțiană, hiatul este notat folosind un număr de digrafuri: BH, dh, gh, mh, -lea. Câteva exemple includ:
- abhainn [a.ɪɲ] "râu"
- Adha [ɤ.ə] "ficat"
- ogha [o.ə] "nepot"
- cumha [kʰũ.ə] "condiție"
- Latha [lˠ̪a.ə] "zi"

Această convenție se întoarce la vechea tradiție a scribilor irlandezi (deși aceasta este aplicată mai consecvent în galică și scoțiană), de exemplu lathe>latha. Cu toate acestea, hiatul a fost, de obicei, pur și simplu implicat în anumite digrafuri vocale, de exemplu, OE (> Adha), ua (> ogha).

## În limba română
Dicționarele limbii române includ adesea informații despre prezența hiaturilor în cuvintele-titlu, prin precizarea modului de despărțire în silabe, dar aceasta se face de obicei numai acolo unde vocalele în hiat pot fi confundate cu un diftong ori unde marcarea poziției accentului nu este suficientă. De exemplu, definiția cuvântului zmeură în dicționarul DEX 1998 include și mențiunea [Pr.: zme-u-], care arată că vocalele e și u se pronunță în silabe diferite.
Hiaturile pot apărea uneori înlănțuite câte două (geoid, coautor, antiaerian) sau trei, de exemplu atunci când prefixe terminate în hiat precum paleo- sau neo- se atașează unor cuvinte care încep tot cu un hiat: autocrație, eugenie etc.: neoautocrație.
Exemple de hiaturi în limba română:
- /a.a/, ca în contraatac
- /a.e/, ca în aer
- /a.i/, ca în aici (în mai apare diftongul /aĭ/)
- /a.o/, ca în baobab
- /a.u/, ca în aur (în stau apare diftongul /aŭ/)
- /e.a/, ca în real (în rea apare diftongul /ĕa/)
- /e.e/, ca în alee
- /e.i/, ca în leit (în lei apare diftongul /eĭ/)
- /e.o/, ca în neon (în George apare diftongul /ĕo/)
- /e.u/, ca în zmeură (în zeu apare diftongul /eŭ/, iar în pe-un apare diftongul /ĕu/)
- /e.ɨ/, ca în creând
- /i.a/, ca în premia (în chiar apare diftongul /ĭa/)
- /i.e/, ca în știe (în miel apare diftongul /ĭe/)
- /i.i/, ca în ființă (în fii apare diftongul /iĭ/)
- /i.o/, ca în pion (în ghiol apare diftongul /ĭo/)
- /i.u/, ca în fiul (în fiu apare diftongul /iŭ/, iar în iubit apare diftongul /ĭu/)
- /i.ɨ/, ca în semiînchis
- /o.a/, ca în aminoacid (în oală apare diftongul /ŏa/)
- /o.e/, ca în poet
- /o.i/, ca în asteroid (în apoi apare diftongul /oĭ/)
- /o.o/, ca în zoolog
- /o.u/, ca în noutate (în nou apare diftongul /oŭ/)
- /o.ɨ/, ca în autoînsămânțare
- /u.a/, ca în actual (în roua apare diftongul /ŭa/)
- /u.e/, ca în fluent (în western apare diftongul /ŭe/)
- /u.i/, ca în arcuit (în cui apare diftongul /uĭ/, iar în whisky apare diftongul /ŭi/)
- /u.o/, ca în fructuos
- /u.u/, ca în continuu
- /u.ə/, ca în continuă (în două apare diftongul /ŭə/)
- /u.ɨ/, ca în continuând
- /ə.i/, ca în grăim (în dulăi apare diftongul /əĭ/)
- /ə.o/, ca în lăor
- /ə.u/, ca în lăută (în rău apare diftongul /əŭ/)
- /ɨ.i/, ca în gâfâind (în (eu) gâfâi apare diftongul /ɨĭ/)
- /ɨ.u/, ca în grâul (în grâu apare diftongul /ɨŭ/)